# Presles-et-Thierny
 Presles-et-Thierny  es una población y comuna francesa, en la región de Picardía, departamento de Aisne, en el distrito de Laon y cantón de Laon-Sud.

## Demografía
| 275 | 279 | 308 | 338 | 325 | 344 |
| Para los censos de 1962 a 1999 la población legal corresponde a la población sin duplicidades (Fuente: INSEE [Consultar]) |     |     |     |     |     |